# Букол
Букол је у грчкој митологији било име више личности.

## Митологија
1. Био је један од Хипоконтида, Хипоконтових синова. Као и његовог оца и браћу, убио га је Херакле.[1]
2. Према Аполодору, био је син Херакла и Марсе, Теспијеве кћерке.[1]
3. Према Диодору, друго име Дафнида.[1]